# Molí de Miquelet de la Guixera
El Molí de Miquelet de la Guixera és una obra de Móra d'Ebre (Ribera d'Ebre) inclosa a l'Inventari del Patrimoni Arquitectònic de Catalunya.

## Descripció
Es tracta d'un molí en mal estat de conservació situat al terme municipal de Móra d'Ebre. Les restes conservades permeten veure els murs perimetrals, l'obertura i el càrcol. Els paraments combinen els maons plans amb els còdols desiguals, tot acabat amb un arrebossat parcialment perdut en l'actualitat.
Pel que fa a l'interior del molí, el seu estat és molt precari; hi abunda la vegetació i hi ha diverses restes de la pròpia construcció. Destaca una obertura amb una forma tosca d'arc de mig punt. Sobre aquesta hi ha sis files de maons plans disposats en forma d'arc escarser que recorden vagament a unes arquivoltes.